# Ligia cinerascens
Ligia cinerascens (лат.) — вид мокриц из примитивного семейства Ligiidae.

## Внешний вид и строение
Ligia cinerascens очень похож на Ligia occidentalis, отличаясь от неё большим количеством члеников антенн, но более короткой их общей длиной. У Ligia exotica более короткие антенны и уроподы, а также равномерный серый цвет и зернистая текстура. Название вида cinerascens происходит от латинского слова «пепельный», что указывает на серый цвет этого вида.

## Жизненный цикл
В дикой природе Ligia cinerascens обычно живет около года (зимуя один раз), но иногда живет до 2,5 лет (зимуя дважды). Самки размножаются в первый год в течение пяти месяцев, затем умирают до второй зимы, обычно производя один выводок или максимум два. Выращенные в лабораторных условиях самки живут дольше и могут производить три или более выводков за всю жизнь.
На них паразитирует Thinoseius setifer, клещ, прикрепляющийся к плеоподам мокрицы.

## Распределение
Датский зоолог Gustav Henrik Andreas Budde-Lund, описавший этот вид, собрал образцы во время длительного исследования океана, и когда он вернулся, не мог вспомнить, откуда они происходят: из Японии, Манилы или Чили, что ограничивает текущие знания о полном ареале этого вида. Он также был обнаружен на Курильских островах (в частности, на острове Кунашир) и в заливе Петра Великого на Дальнем Востоке России. Это один из четырех видов Ligia, которые можно найти на побережье Японии. В частности, он встречается в основном на Хоккайдо, с отдельной популяцией в Токийском заливе.